# Punta Almonacid
Punta Almonacid ist eine Landspitze an der Black-Küste des Palmerlands auf der Antarktischen Halbinsel. Sie bildet den südlichen Ausläufer der Merz-Halbinsel. Verwechslungsgefahr besteht mit dem weiter nördlich liegenden Flagon Point.
Argentinische Wissenschaftler benannten sie 1978 nach dem argentinischen Flugpionier Vicente Almandos Almonacid (1882–1953), dem 1920 der erste Flug über die Anden gelungen war.